# Джамена (Арджеш)
Джамена (рум. Geamăna) — село у повіті Арджеш в Румунії. Входить до складу комуни Браду.
Село розташоване на відстані 104 км на північний захід від Бухареста, 4 км на південь від Пітешть, 101 км на північний схід від Крайови, 108 км на південний захід від Брашова.

## Географія
У селі бере початок річка Няжлов.

## Населення
За даними перепису населення 2002 року у селі проживали 1579 осіб.
Національний склад населення села:
| Національність | Кількість осіб | Відсоток |
| -------------- | -------------- | -------- |
| румуни         | 1523           | 96,5%    |
| цигани         | 56             | 3,5%     |

Рідною мовою назвали:
| Мова      | Кількість осіб | Відсоток |
| --------- | -------------- | -------- |
| румунська | 1523           | 96,5%    |
| циганська | 56             | 3,5%     |